# گسیخت سطحی

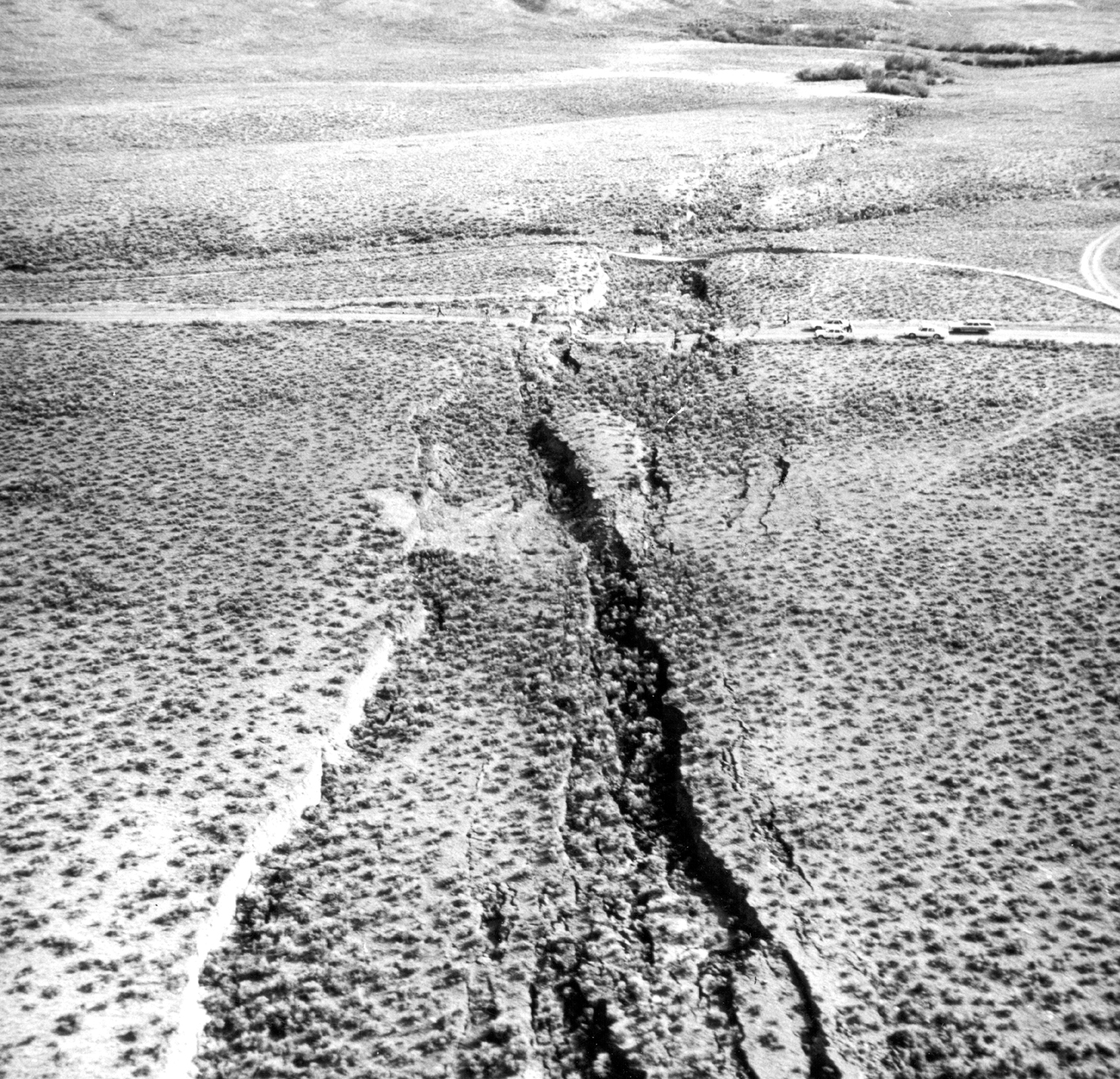
گسیخت سطحی ناشی از گسلش عادی در امتداد گسل لاست ریور طی زمین‌لرزه ۱۹۸۳ برا پیک.

گسیخت سطحی (انگلیسی: Surface rupture) که گسیختگی زمین یا جابه‌جایی زمین نیز نامیده می‌شود، انحراف قابل‌مشاهده سطح زمین در هنگام گسیختگی زمین‌لرزه در امتداد یک گسل است که سطح زمین را تحت تأثیر قرار می‌دهد. گسیخت سطحی با زمین‌لرزه گسیخت مدفون که در آن هیچ جابه‌جایی در سطح زمین وجود ندارد، متفاوت است. یک خطر بزرگ برای هر سازه ای این است که علاوه بر هرگونه خطر ناشی از لرزش زمین، در امتداد یک منطقه گسلی ساخته شود که ممکن است دارای گسل فعال باشد. گسیخت سطحی مستلزم حرکت عمودی یا افقی در دو طرف گسل گسیخته است. گسیخت سطحی می‌تواند مناطق وسیعی از زمین را تحت تأثیر قرار دهد.

## نبود گسیخت سطحی

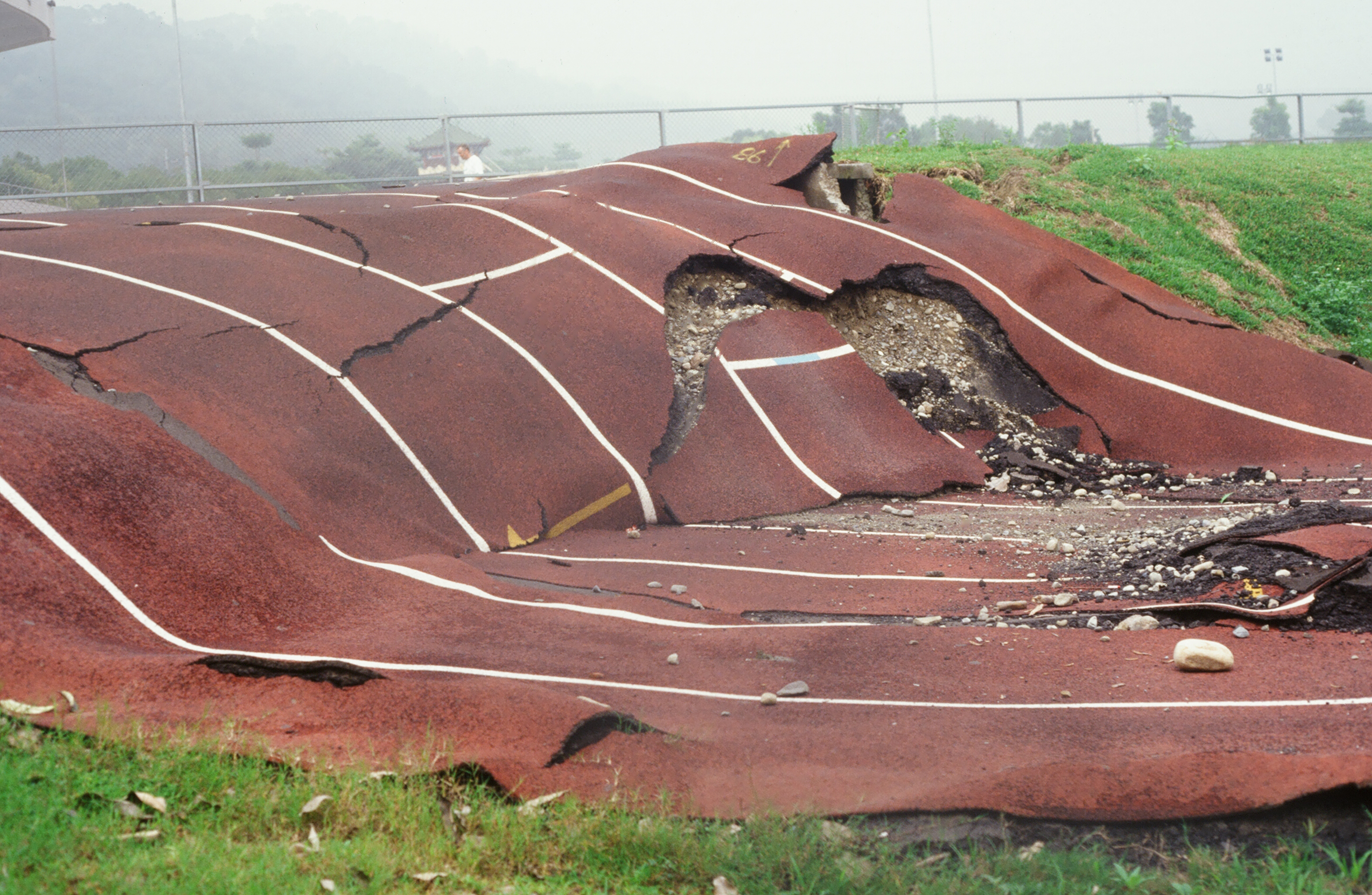
پارگی سطح با چین خوردگی در اثر گسل معکوس در امتداد گسل چلونگپو طی زمین‌لرزه ۱۹۹۹ چی‌چی، تایوان.

هر زمین‌لرزه‌ای منجر به گسیختگ سطحی نمی‌شود. نبود گسیخت سطحی به ویژه در زمین‌لرزه‌های کوچک‌تر و عمیق‌تر بیشتر دیده می‌شود. اما در برخی موارد، نبود اثرات گسیخت سطحی به این دلیل است که گسلی که حرکت کرده، به سطح زمین نمی‌رسد. برای نمونه، زمین‌لرزه ۱۹۹۴ نورت‌ریج با بزرگی ۶٫۷ در مقیاس بزرگی گشتاوری که در عمق ۱۸٫۲ کیلومتر (۱۱ مایل) زیر سطح زمین رخ داد، باعث آسیب‌های بزرگی در منطقه شهری لس آنجلس شد؛ اما چون این زمین‌لرزه از نوع راندگی کور بود، گسیخت سطحی بر جای نگذاشت.

## جایی که گسیخت سطحی رخ می‌دهد
گسیختگی‌های سطحی معمولاً روی گسل‌های از پیش موجود رخ می‌دهد. به ندرت زمین‌لرزه (و گسیخت سطحی) با گسلش در ساختارهای گسلی کاملاً جدید مرتبط است. اگر تنشگاه در ژرفای کمتر از ۵ کیلومتر قرار داشته باشد، بر روی این تنشگاه‌ها، کانون زمین‌لرزه کم‌ژرفا بوده و مقدار انرژی گسیختگی بالا است. زمین‌لرزه ۱۹۷۱ سان‌فرناندو، زمین‌لرزه ۱۳۵۷ طبس و زمین‌لرزه ۱۹۹۹ چی‌چی نمونه‌هایی از این نوع زمین‌لرزه‌ها به‌شمار می‌روند.
در زمین‌لرزه‌های همراه با گسیختگی سطحی، لغزش‌های بزرگ زمین در قسمت‌های کم‌ژرفای گسل متمرکز شده است. به ویژه، جابه‌جایی‌های دائمی زمین که قابل اندازه‌گیری هستند می‌توانند توسط زمین‌لرزه‌های با ژرفای کانونی کم و بزرگی گشتاوری ۵ و بیشتر ایجاد شوند.

## انواع گسیخت سطحی

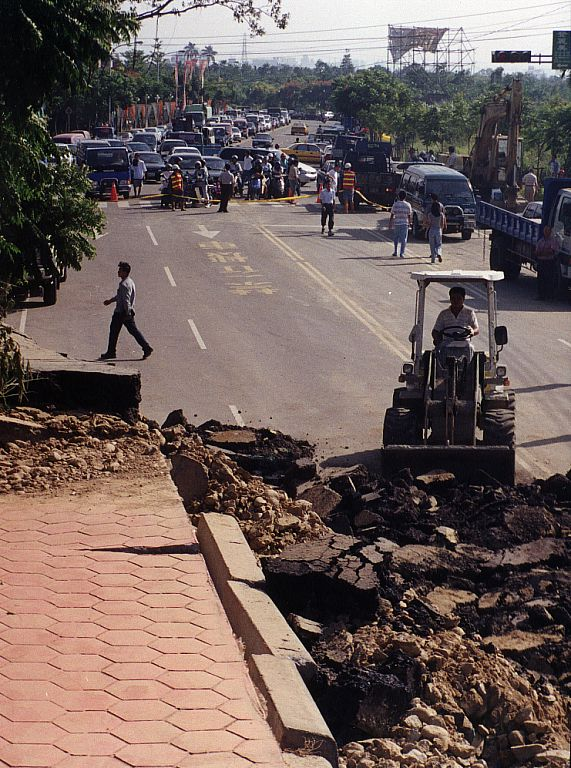
پیامدهای زمین‌لرزه ۱۹۹۹ چی‌چی، در چی‌چی، نانوتو، تایوان

شکل گسیختگی سطحی به دو چیز بستگی دارد: جنس و ماهیت مواد در سطح و نوع حرکت گسل.

### تأثیر سنگ‌شناسی سطحی
در جایی که رسوبات سطحی ضخیم بر روی رد گسل‌ها وجود دارد، اثرات سطحی حاصل معمولاً ناپیوسته‌تر است. در جایی که رسوبات سطحی کمی وجود دارد یا اصلاً وجود ندارد، گسیخت سطحی عموماً پیوسته است، به‌جز در مواردی که گسیخت زمین‌لرزه بیش از یک گسل را تحت تأثیر قرار دهد، چرا که در این حالت می‌تواند منجر به الگوهای پیچیده گسلش سطحی شود، مانند زمین‌لرزه ۱۹۹۲ لاندرز.

### گسلش عادی
گسیخت‌های سطحی مرتبط با گسل‌های عادی معمولاً پرتگاه‌های گسلی ساده هستند. در جاهایی که رسوبات سطحی قابل توجهی وجود دارد، مقاطع با گسلش مورب‌تر ممکن است مجموعه‌ای از بخش‌های سطحی پرتگاه گسل را تشکیل دهند. همچنین ممکن است گسل‌های ناهم‌نهاد ایجاد شود که باعث ایجاد فروزمین‌های سطحی می‌شود.

### گسلش معکوس
گسل معکوس (به ویژه گسل راندگی) با الگوهای گسیخت سطحی پیچیده‌تر همراه است، زیرا قسمت بیرون‌زده بدون تکیه‌گاه فرادیواره گسل در معرض فروپاشی است. علاوه بر این ممکن است چین‌خوردگی سطحی و توسعه پس‌راندگی در این گسل‌ها وجود داشته باشد.

### گسلش امتدادلغز
گسل‌های امتدادلغز با حرکت غالب افقی همراه هستند و در جایی که گسل یک ساختار مسطح ساده باشد، منجر به پهنه‌های خطی و نسبتاً ساده گسیخت سطحی می‌شود. با این حال، بسیاری از گسل‌های امتداد لغز از قطعات همپوشانی تشکیل شده‌اند و بسته به ماهیت همپوشانی، منجر به پهنه‌های پیچیده گسلش عادی یا معکوس می‌شوند. علاوه بر این، در جایی که رسوبات سطحی ضخیم وجود دارد، گسیختگی معمولاً به صورت مجموعه ای از گسل‌های سطحی ظاهر می‌شود.

## کاهش گسیخت سطحی
مقاوم‌سازی یک خانه در برابر گسیختگی سطح، نیاز به طراحی مهندسی‌شده توسط مهندسان ژئوتکنیک، سازه یا عمران دارد و این کار می‌تواند بسیار گران باشد.

## نمونه‌ها
| گستره                  | بزرگی (Mw ) | موقعیت                  | نوع گسل   | رویداد لرزه‌ای             |
| ---------------------- | ----------- | ----------------------- | --------- | ------------------------- |
| ۳۴ کیلومتر (۲۱ مایل)   | ۶٫۹         | آیداهو، ایالات متحده    | عادی      | زمین‌لرزه ۱۹۸۳ برا پیک     |
| ۸۰ کیلومتر (۵۰ مایل)   | ۷٫۳         | کالیفرنیا، ایالات متحده | امتدادلغز | زمین‌لرزه ۱۹۹۲ لاندرز      |
| ۱۵۰ کیلومتر (۹۳ مایل)  | ۷٫۶         | ترکیه                   | امتدادلغز | زمین‌لرزه ۱۹۹۹ ازمیت       |
| ۱۰۰ کیلومتر (۶۲ مایل)  | ۷٫۶         | تایوان                  | راندگی    | زمین‌لرزه ۱۹۹۹ چی‌چی        |
| ۴۰۰ کیلومتر (۲۵۰ مایل) | ۷٫۸         | چینگهای، چین            | امتدادلغز | زمین‌لرزه ۲۰۰۱ چین         |
| ۳۰۰ کیلومتر (۱۹۰ مایل) | ۷٫۹         | سیچوآن، چین             | راندگی    | زمین‌لرزه ۲۰۰۸ سیچوان      |
| ۴۰۰ کیلومتر (۲۵۰ مایل) | ۷٫۸         | ترکیه                   | امتدادلغز | زمین‌لرزه ۲۰۲۳ ترکیه–سوریه |